# Carlo Clerici
Carlo Clerici (Zúrich, 3 de septiembre de 1929 - 27 de enero de 2007) fue un ciclista suizo de origen italiano, profesional entre los años 1951 y 1957.
Italiano por parte de padre, obtuvo la ciudadanía suiza en 1954, poco antes de lograr la victoria en el Giro de Italia. A pesar de comenzar la carrera como gregario, Clerici se introdujo en una fuga durante la sexta etapa en la que los escapados lograron más de veinte minutos sobre el grupo principal. Aun sin ser un gran escalador, Clerici logró mantener el liderato y ganar el Giro.
Además de la prestigiosa carrera italiana, Clerici ganó el Gran Premio de Suiza en 1952 (aquel mismo año fue tercero en la Vuelta a Suiza) y el Campeonato de Zúrich en 1956.
Finalizó 12.º en el Tour de Francia 1954, en la que fue su mejor participación en la ronda francesa.

## Palmarés
1954
- Giro de Italia , más 1 etapa
- 3.º en el Campeonato de Suiza en Ruta

1955
- 2.º en el Campeonato de Suiza en ruta

1956
- Campeonato de Zúrich

## Resultados en las grandes vueltas
| Carrera         | 1952 | 1953 | 1954 | 1955 | 1956 | 1957 |
| --------------- | ---- | ---- | ---- | ---- | ---- | ---- |
| Giro de Italia  | 23.º | Ab.  | 1º   | 26.º | Ab.  | -    |
| Tour de Francia | -    | -    | 12.º | Ab.  | -    | Ab.  |
| Vuelta a España | X    | X    | X    | -    | -    | -    |

- Datos: Q123481
- Multimedia: Carlo Clerici / Q123481